# Furie (film français, 2019)
Pour les articles homonymes, voir Furie.
Pour plus de détails, voir Fiche technique et Distribution.
Furie est un film à suspense français coécrit et réalisé par Olivier Abbou, sorti en 2019.

## Synopsis
Au retour de leurs vacances en camping-car, Paul Diallo (Adama Niane), sa femme Chloé (Stéphane Caillard) et leur fils Louis trouvent leur maison occupée par des squatters qui refusent de partir, affirmant qu'il s'agit en fait de leur maison.
Il s'avère rapidement que les squatters sont Sabrina Bolso (la baby-sitter habituelle de la famille) et son compagnon Eric, qui avaient conclu un accord informel avec la famille pour rester dans leur maison pendant leurs vacances. Tous les parties ayant signé un document acceptant l'occupation non spécifique de la maison, la police affirme que la famille n'a aucun droit légal de les expulser officiellement et qu'elle pourrait être accusée d'agression si elle procédait elle-même à l'expulsion. Défaite, la famille se résout à vivre depuis son camping-car dans un camping abandonné appartenant à l'insouciant Mickey, un ancien camarade de classe de Chloé.
Après des réunions peu utiles avec leur avocat, et l'espoir de retrouver leur maison qui s'amenuise avec le report des dates d'audience, Paul devient frustré et cherche du réconfort auprès de Mickey et de ses amis insouciants, dont un homme s'appelant Franck. Mickey dit à Paul qu'il pense que celui-ci a « choisi d'être une victime » et l'encourage à commencer à prendre sa vie en main. Après plusieurs fêtes nocturnes en compagnie de Mickey, Paul s'habitue à leur mode de vie anarchique, souvent machiste, et suit leur conseil de reprendre le contrôle par des moyens sévères. Dans une tentative d'intimidation, il gare le camping-car en permanence dans leur jardin, affirmant que les squatters ne peuvent pas non plus les forcer à partir, puisqu'ils sont toujours locataires.
La tension entre Paul et Chloé monte tout de suite. Inquiète pour la stabilité de son mari, Chloé avertit Mickey de ne pas s'approcher de Paul. Il est alors révélé que les deux ont déjà eu une relation intime, et probablement une liaison alors que Paul et Chloé étaient mariés. Cependant, Mickey sort une dernière fois avec Paul. Paul est dégoûté et accablé lorsque, sous l'emprise de la drogue, il accepte une fellation d'une femme étrange lors d'une fête. Alors qu'elle lui fait une fellation dans les toilettes, il commence à avoir des vertiges et s'enfuit du club.
Là, sur le parking du club, Paul voit un de ses élèves en train d'être battu de façon méconnaissable par Mickey et sa bande, armés de battes et de poings américains. Sur le côté, sa petite amie est attachée, obligée de regarder sans pouvoir faire quoi que ce soit, et crie à l'aide. En apercevant Paul, la fille crie de terreur : « M. Diallo ! Aidez-nous, M. Diallo ! S'il vous plaît, aidez-nous ! », mais il ne fait rien. Paul marche ensuite péniblement sur le bord d'une route, lorsque Mickey et Franck le repèrent et arrêtent leur camion à côté de lui. Paul dit à Mickey de le laisser tranquille et Mickey le frappe et part en riant.
Plus tard dans la même nuit, Paul et Chloé sont choqués de voir Mickey et ses amis prendre d'assaut la maison, armés de cocktails Molotov et de battes de baseball. Face à Paul, Mickey lui dit « Je vais prendre ta maison, puisque tu ne peux pas le faire toi-même », puis il décide de brûler toute la maison. Mickey bat vicieusement Eric jusqu'à ce que ce dernier soit réduit en bouillie, avant que lui et ses amis n'attaquent Paul et Chloé.
Lorsque Paul reprend conscience, il assiste impuissant à la destruction des biens de la famille par les amis de Mickey. Sachant que Paul ne se défendra pas, Mickey monte et déshabille Chloé, à moitié consciente et ensanglantée, tandis que ses amis torturent Sabrina et Eric en les emballant de force sous vide, les étouffant lentement. Paul parvient à cacher Chloé dans un placard et se faufile à l'extérieur jusqu'au camping-car, qu'il conduit sur le côté de la maison tout en renversant quelques amis de Mickey. Parvenant à tendre une embuscade à Franck depuis le dessous du camping-car, Paul lui fracasse brutalement le crâne avec une brique.
Maintenant face à Mickey, il ouvre la valve du gaz de cuisson du camping-car, l'attire à l'intérieur du camping-car et lance un cocktail Molotov sur le véhicule, le faisant exploser. Miraculeusement, bien que faible et brûlé, Mickey survit et attaque Paul. Chloé parvient à le neutraliser à l'aide d'un nettoyeur haute-pression, avant que Paul ne le batte sans pitié avec une batte de baseball. En regardant le visage ensanglanté de Mickey, Paul voit un flash de son propre visage, avant que le corps ne revienne brièvement à la vie pour dire « Tu as récupéré ta maison », avant de retomber. Le couple retourne dans la maison en feu pour sauver Sabrina, mais Paul jette un coup d'œil au corps de Mickey et constate qu'il a disparu.
Quelque temps plus tard, la famille a réussi à se réinstaller dans ce qui reste de leur maison. Après avoir couché Louis, le couple (tous deux visuellement meurtris et marqués) s'engage dans une relation sexuelle passionnée.

## Fiche technique
- Titre original : Furie
- Réalisation : Olivier Abbou
- Scénario : Olivier Abbou et Aurélien Molas
- Photographie : Laurent Tangy
- Montage : Benjamin Favreul
- Musique : Clément Téry
- Décors : David Bersanetti
- Costumes : Frédéric Cambier
- Production : Leonard Glowinski et Jean-Christophe Barret
- Coproduction : Nadia Khamlichi, Adrian Politowski, Sylvain Goldberg et Cédric Iland
- Sociétés de production : 22h22 et Alliance de Production Cinématographique ; Chaocorp Distribution (coproduction) ; SOFICA Sofitvciné 6 (en association avec) ; en collaboration avec Pictanovo
- Société de distribution : New Story
- Pays de production :  France
- Langue originale : français
- Format : couleur — 2,39:1 — son 5.1
- Genre : drame, thriller
- Durée : 98 minutes
- Dates de sortie :
  - France : 7 septembre 2019 (L'Étrange Festival) ; 6 novembre 2019 (sortie nationale)
- Classification :
  - France : interdit aux moins de 16 ans lors de sa sortie en salles et à la télévision[réf. nécessaire]

## Distribution
- Adama Niane : Paul Diallo
- Stéphane Caillard : Chloé Diallo
- Paul Hamy : Mickey
- Eddy Leduc : Franck
- Hubert Delattre : Eric
- Marie Bourin : Sabrina
- Mickaël Sabah : Denis
- Saverio Maligno : l'invité à la fête

## Festivals
- 2019 : L'Étrange Festival, Forum des images, Paris
- 2019 : Festival européen du film fantastique de Strasbourg